# Lanval
Lanval is een van de lais van Marie de France, een reeks middeleeuwse romances die deze Anglo-Normandische dichteres omstreeks 1200 in het Oudfrans schreef. Het verhaal, verteld in 646 verzen, gaat over Lanval, een ridder aan het hof van de legendarische koning Arthur. Lanval is een ridder met grote kwaliteiten die zowel schoonheid als moed bezit, maar precies daarom benijd wordt door de andere ridders. Daardoor blijft Lanval eenzaam, tot hij op een dag in het woud een adembenemend mooie fee ontmoet. 

## Korte inhoud
Op een dag voelt Lanval zich zo droevig dat hij met zijn paard een tocht naar het platteland maakt om zijn zinnen te verzetten. Aan een stroom gekomen, schrikt zijn paard. Om het wat te laten kalmeren, stijgt Lanval af en gaat aan de oever van de stroom liggen mijmeren. Een tijdje later ziet hij twee mooie jonkvrouwen naderen, die hem vertellen dat hun meesteres hem wil zien. Ze begeleiden hem naar een prachtig versierde tent, en daar wordt hij verwelkomd door een verblindend mooie dame. Zij belooft hem al het geluk dat hij maar wensen kan, op voorwaarde dat hij nooit iets tegen iemand over haar bestaan zal zeggen. Lanval belooft het en geniet van het heerlijke eten, de prachtige kleren die hij krijgt en het gezelschap van de dames. Na een lange tijd zegt ze hem dat hij moet vertrekken. Wanneer hij haar opnieuw wil ontmoeten hoeft hij alleen maar aan een zuivere plaats te denken en zij zal verschijnen.  
Teruggekeerd aan het hof van koning Arthur, breekt de ridder echter zijn woord om aan de avances van de koningin (Guinevere, hoewel Marie de France haar niet noemt) te ontsnappen. Op een dag zitten de ridders van Arthur zich in de tuin samen met de dames te ontspannen. Lanval heeft zich afgezonderd om ongestoord over zijn fee te kunnen dromen. Guinevere ziet dat echter vanuit haar raam en besluit om hem te verleiden. Wanneer hij niet ingaat op haar avances, wreekt de koningin zich door Lanval ervan te beschuldigen haar te hebben willen verleiden. Lanval verdedigt zich door te zeggen dat hij veel mooiere dames kent dan de koningin. Door dit te verklappen laat zijn mooie vriendin zich echter niet meer zien, en Lanval zal na de beschuldiging van de koningin slechts aan zijn terechtstelling kunnen ontsnappen door aan de rechters te bewijzen dat zijn geliefde fee bestaat en dat zij mooier is dan de koningin. Op het laatste moment duikt de fee op, en levert zo het bewijs dat de rechters van de ridder eisen. Lanval verdwijnt met zijn geliefde en keert nooit meer terug.